# Învierea (film din 1960)
Învierea (în rusă Воскресение, transliterat: Voskresenie) este un lungmetraj regizat de Mihail Șveițer, care a ecranizat romanul omonim din 1899  al lui Lev Tolstoi. Prima serie a filmului a fost lansată pe ecran pe 20 noiembrie 1960 și a doua pe 23 martie 1962.

## Rezumat
Filmul este adaptarea romanului clasic al lui L. N. Tolstoi, cu o acțiune reprodusă complet.

## Distribuție
- Tamara Siomina — Katiușa Maslova
- Evgheni Matveev — prințul Dmitri Nehliudov
- Pavel Massalski — președintele completului de judecată
- Viktor Kulakov — membru al completului de judecată
- Vasili Bokarev — Matvei Nikitici, membru al completului de judecată
- Lev Zolotuhin — Breve, substitut de procuror
- Nadejda Samsonova — Evfemia Bocikova
- Vladimir Boriskin — Simon Kartinkin
- Valentina Teleghina — Korabliova
- Nikolai Sergheev — directorul închisorii
- Anastasia Zueva — Matriona Harina
- Vladimir Gusev — Vladimir Ivanovici Simonson
- Klara Rumeanova — Vera Efremovna Bogoduhovskaia
- Valentina Lanova — Maria Pavlovna Șcetinina
- Vasili Livanov — Krîlțov, narodovolete
- Vladimir Belokurov — Maslennikov, viceguvernator
- Mihail Sidorkin — Fonarin, avocat
- Nikolai Svobodin — colonel în rezervă, jurat (nemenționat)
- Aleksandr Hvîlea — Piotr Baklașov, comerciant al breslei a 2-a, jurat (nemenționat)
- Aleksandr Smirnov — Nikiforov, consilier de stat, jurat (nemenționat)
- Serghei Kalinin — artist, jurat (nemenționat)
- Maria Vinogradova — Horoșaevka (nemenționată)
- Olesea Ivanova — Rîjaia (nemenționată)
- Vera Burlakova — gardiană (nemenționat)
- Sofia Garrel — Maria Ivanovna (nemenționată)
- Aleksandra Petrovna — Agrafena Petrovna (nemenționată)
- Anastasia Gheorghievskaia — Kitaeva, patroana casei de toleranță (nemenționată)
- Grigori Konski — Korceaghin (nemenționat)
- Oleg Golubițki — oaspete al Korceaghinilor (nemenționat)
- Fiodor Odinokov — gardianul nr. 587 (nemenționat)
- Vladimir Marenkov — deținut din convoi (nemenționat)
- Valentina Vladimirova — deținută (nemenționat)
- Nikolai Grabbe — gardian de închisoare (nemenționat)
- Ghenadi Iuhtin — Nabatov, prizonier politic (nemenționat)
- Stepan Krîlov — deținut politic (nemenționat)
- Nina Agapova — Anna Ignatievna (nemenționată)
- Vladislav Strjelcik — contele Șenbok (nemenționat)
- Ekaterina Mazurova — asistenta (nemenționată)
- Alevtina Rumeanțeva — Mașa, fiica directorului închisorii (nemenționată)
- Maia Bulgakova — Anisia (nemenționată)
- Larisa Arhipova — Fenecika (nemenționată)
- Rolan Bîkov — nebun (nemenționat)
- Raisa Maksimova (nemenționat)
- Evgheni Morgunov — Ceastnîi (nemenționat)
- Aleksei Konsovski — narator

## Lansare
A fost lansat în anul 1960 și a avut parte de mare succes comercial, fiind vizionat de 34,1 milioane de spectatori în cinematografele din Uniunea Sovietică.